# Windorf
Windorf – gmina targowa w Niemczech, w kraju związkowym Bawaria, w rejencji Dolna Bawaria, w regionie Donau-Wald, w powiecie Pasawa. Leży około 18 km na północny zachód od Pasawy, nad Dunajem, przy drodze B8 i linii kolejowej Ratyzbona – Wels.

## Podział administracyjny
W skład gminy wchodzą cztery jednostki administracyjne: Otterskirchen, Windorf, Albersdorf, Rathsmannsdorf.

## Demografia
| Rok  | Liczba mieszk. |
| ---- | -------------- |
| 1970 | 3872           |
| 1987 | 4212           |
| 2000 | 4649           |

## Oświata
(na 1999)

W gminie znajduje się 175 miejsc przedszkolnych (127 dzieci) oraz szkoła podstawowa (10 nauczycieli, 216 uczniów).